# 競走馬理化学研究所

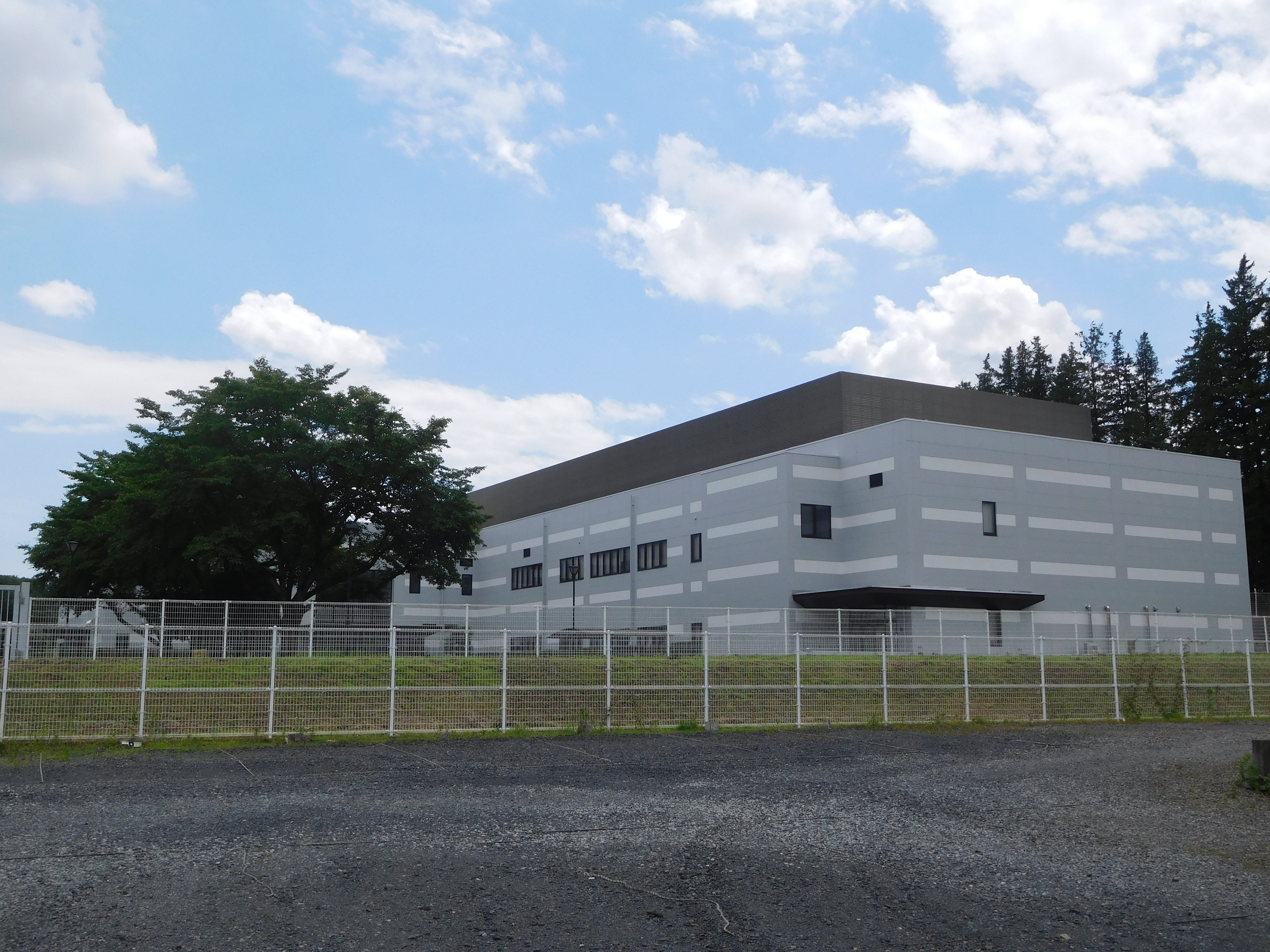
競走馬理化学研究所

公益財団法人競走馬理化学研究所（こうえきざいだんほうじん きょうそうばりかがくけんきゅうじょ、英語: Laboratory of Racing Chemistry）とは日本中央競馬会（JRA）が出捐して設立された公益財団法人である。競走馬に関する薬物を検査する、日本で唯一の機関である。

## 沿革
- 1963年 競走馬保健研究所（現：競走馬総合研究所）の禁止薬物検査部門として分室が設置される
- 1965年 競走馬保健研究所から分室が独立し「財団法人競走馬理化学研究所」となる
- 1973年 事業内容に馬の親子判定業務を加える
- 2000年 栃木県宇都宮市に移転
- 2003年 騎手のドーピング検査を本格的に実施開始
- 2011年 公益法人制度改革に伴い、公益財団法人に移行
- 2021年 国際競馬統括機関連盟のリファレンスラボラトリーに暫定指定された（リモート審査による）[1]
- 2022年 国際競馬統括機関連盟のリファレンスラボラトリーに正式指定された。世界で6番目となる[2]。

## 事業内容

### 競走馬のドーピング検査
中央競馬および地方競馬の競走に出走した競走馬（上位入線馬のみ）から採取された検体に、禁止薬物が含まれていないかどうかを検査する。検体は主に尿だが、採取できない場合は血液を使用する。検査の流れは以下のとおり。
1. 主催者が競走終了後の競走馬から検体を採取
2. 検体を2つ（A検体とB検体）に分割し、競走馬理化学研究所に送付
3. 研究所ではA検体を検査し、禁止薬物が検出された場合は主催者に報告
4. 主催者が指定する有識者の立会いの下でB検体を再検査
5. 再検査でもA検体と同じ禁止薬物が検出された場合は、規定違反となる

### 競走馬用の医薬品・添加物等の検査
競走馬用の医薬品や健康食品、その他の添加物などに禁止薬物が含まれていないかどうかを検査する。

### 騎手のドーピング検査
2001年の国際競馬統括機関会議（パリ会議）で騎手に対する禁止薬物の取り締まり協約が新設されたのを受け2002年1月より1年間試行された後、2003年1月より本格的に実施している。
競馬施行日に無作為に抽出した騎手に対して行われ、覚醒剤や大麻などの法律で使用が禁止されている薬物と利尿剤の使用の有無を検査している。

### 馬の親子判定および個体識別検査
競走馬の登録を行っている「日本軽種馬登録協会」から依頼された検体について、競走馬の親子関係の判定や個体識別判定を行う。以前は血液型（ABO式血液型ではない）によって親子判定が行われていたが、現在はより精度が高いDNA型鑑定を採用している。

### その他
上記の事業の他に、薬物の検出方法の研究や馬ゲノムの解析なども行っている。

## 日本の競馬における禁止薬物一覧
日本国内では競馬施行規程により、使用を禁止される薬物が以下のように指定されている。なお、ディープインパクト禁止薬物検出事件において検出された「イプラトロピウム」（気管支拡張剤）については2008年1月1日から禁止薬物に加わった。
- アトロピン
- アルプレノロール
- アンフェタミン
- イプラトロピウム
- エタノール
- エフェドリン
- オキシエチルテオフィリン
- オキシプロピルテオフィリン
- 10-オキソカンファー
- オクスプレノロール
- カフェイン
- カンフル
- クレンブテロール
- クロルプロマジン
- クロルプロマジンスルホキシド
- コカイン
- サルブタモール
- ジヒドロオキシプロピルテオフィリン
- ジブカイン
- シプロヘプタジン
- ジモルホラミン
- スコポラミン
- スタノゾロール
- ストリキニーネ
- テオフィリン
- テオブロミン
- テトラカイン
- テルブタリン
- トランスパイオキソカンファー
- トレンボロン
- ナンドロロン
- ニケタミド
- ニコチン

- ノスカピン
- バルビタール
- バルビツール酸誘導体
- ピプラドロール
- フェナセチン
- フェニルピラゾロン誘導体
- フェニルブタゾン
- フラザボール
- フルオキシメステロン
- ブルシン
- フルフェナム酸
- プロカイン
- フロセミド
- プロプラノロール
- プロマジン
- ペモリン
- ベンゾジアゼピン誘導体
- ペンタゾシン
- ペンテトラゾール
- ボルデノン
- メサピリレン
- メタンフェタミン
- メチルエフェドリン
- 17α-メチルステロイド類
- メチルフェニデート
- メテノロン
- メトキシフェナミン
- メトプロロール
- メフェナム酸
- モルヒネ
- リドカイン

以上に掲げる物のいずれかを含有する物（遊離する物を含む）